# Occator (cráter)

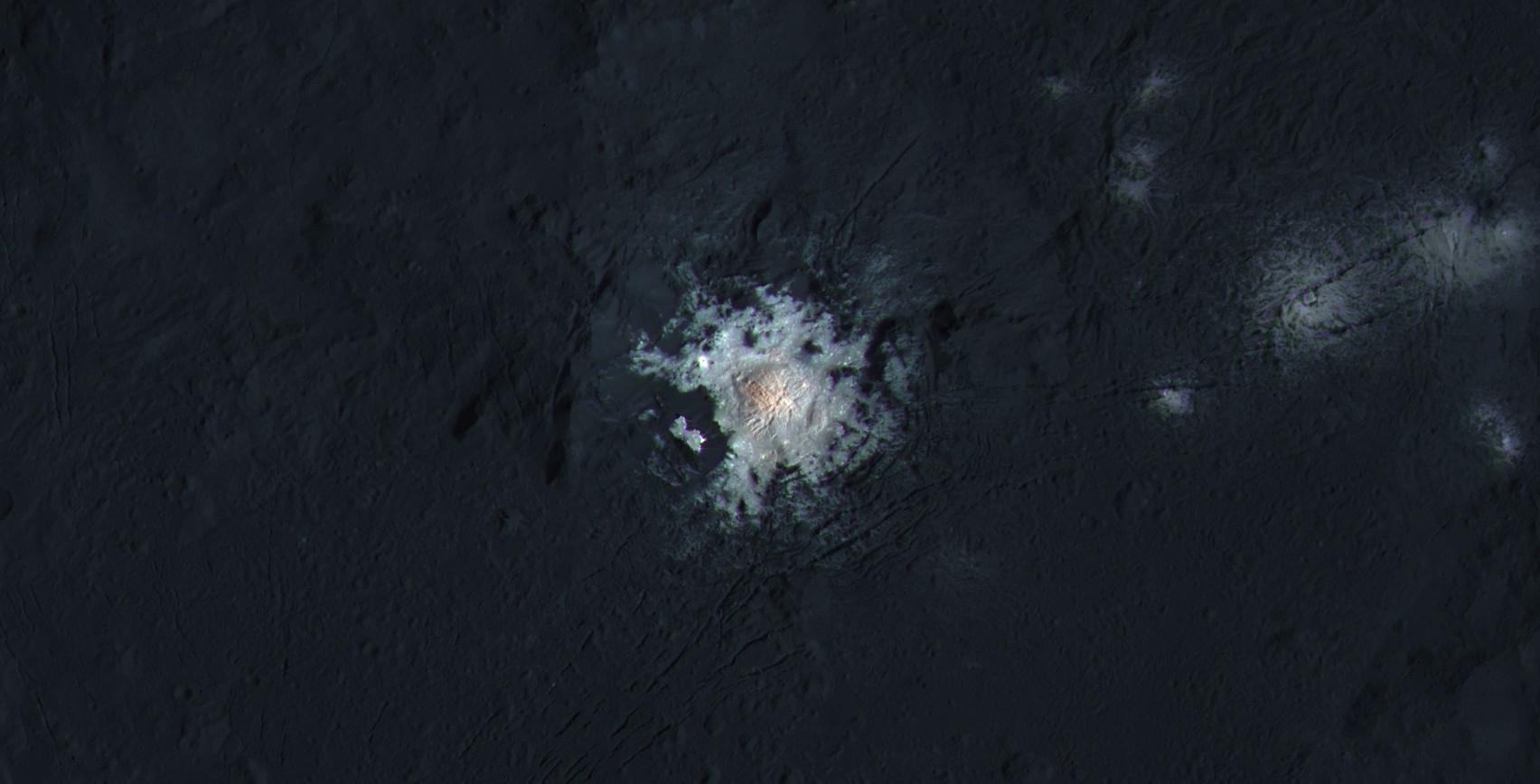
Centro del cráter Occator (color mejorado; LAMO; febrero de 2016)

Occator es un cráter en Ceres. El cráter lleva el nombre de Occator, el dios romano de la grada (herramienta de uso agrícola) y ayudante de la diosa Ceres. El nombre Occator fue aprobado oficialmente por la IAU el 3 de julio de 2015. 
El 9 de diciembre de 2015, los científicos informaron que los puntos brillantes de Ceres, incluidos los de Occator, pueden estar relacionados con un tipo de sal, en particular una forma de salmuera que contiene hexahidrita de sulfato de magnesio (MgSO 4 · 6H 2 O); También se encontró que las manchas estaban asociadas con arcillas ricas en amoníaco . Más recientemente, el 29 de junio de 2016, los científicos informaron que el punto brillante era principalmente carbonato de sodio ( Na
2CO
3), lo que implica que la actividad hidrotermal probablemente estuvo involucrada en la creación de los puntos brillantes. En agosto de 2020, la NASA confirmó que Ceres era un cuerpo rico en depósitos de salmuera que se filtraba a la superficie en varios lugares causando los "puntos brillantes", incluidos los del cráter Occator.
Una pequeña cúpula en el centro del cráter es 3 km de ancho y unos 340 metros de altura. Se llama Cerealia Tholus  y está cubierto por depósitos de sal brillante denominados Cerealia Facula .

## Edad
Entre 2015 y 2017, el cráter de impacto Occator ha tenido cinco intentos separados para datar la edad del impacto en el planeta enano Ceres. Los modelos de datación por edades de los flujos lobulados y las eyecciones de cráteres varían de 200 millones de años a 78 millones de años y de 100 millones de años a 6,09 millones. Los rangos de edad tienen diferentes modelos cronológicos, datos de imágenes a la resolución de verificación y diferentes métodos para evaluar los datos. Los datos actuales estiman una edad de impacto de ~ 20 a 24,5 millones de años; sin embargo, las estimaciones son de las áreas de la muestra con cierta incertidumbre y variabilidad debido a la formación de cráteres arbitrarios y el uso de diferentes modelos para fechar el impacto.

## Imágenes

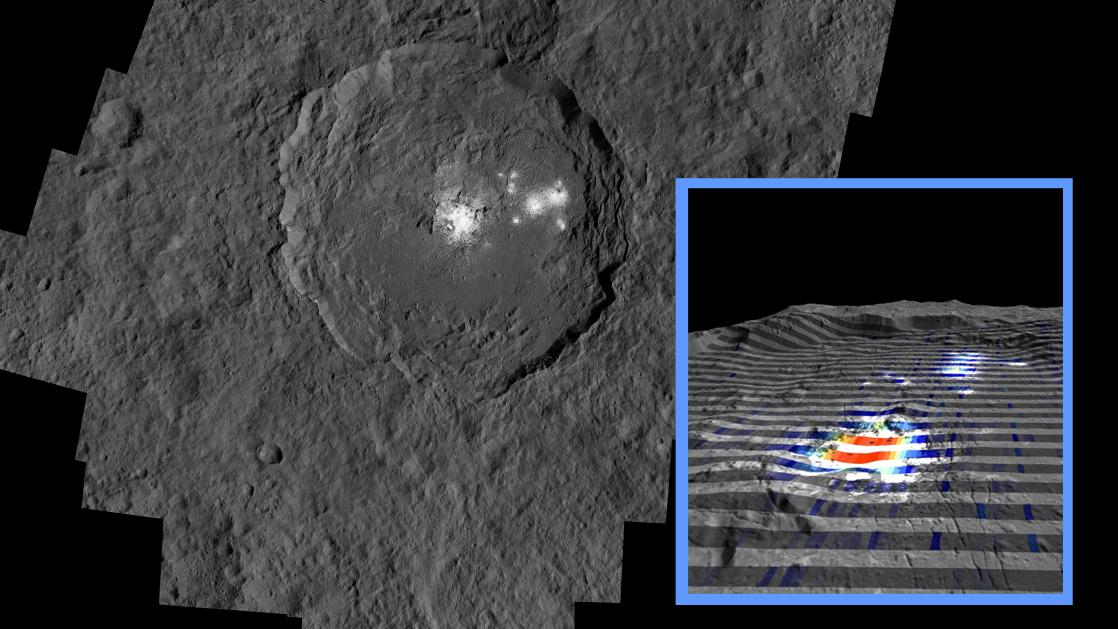
El punto brillante puede ser principalmente carbonato de sodio (NASA; junio de 2016).
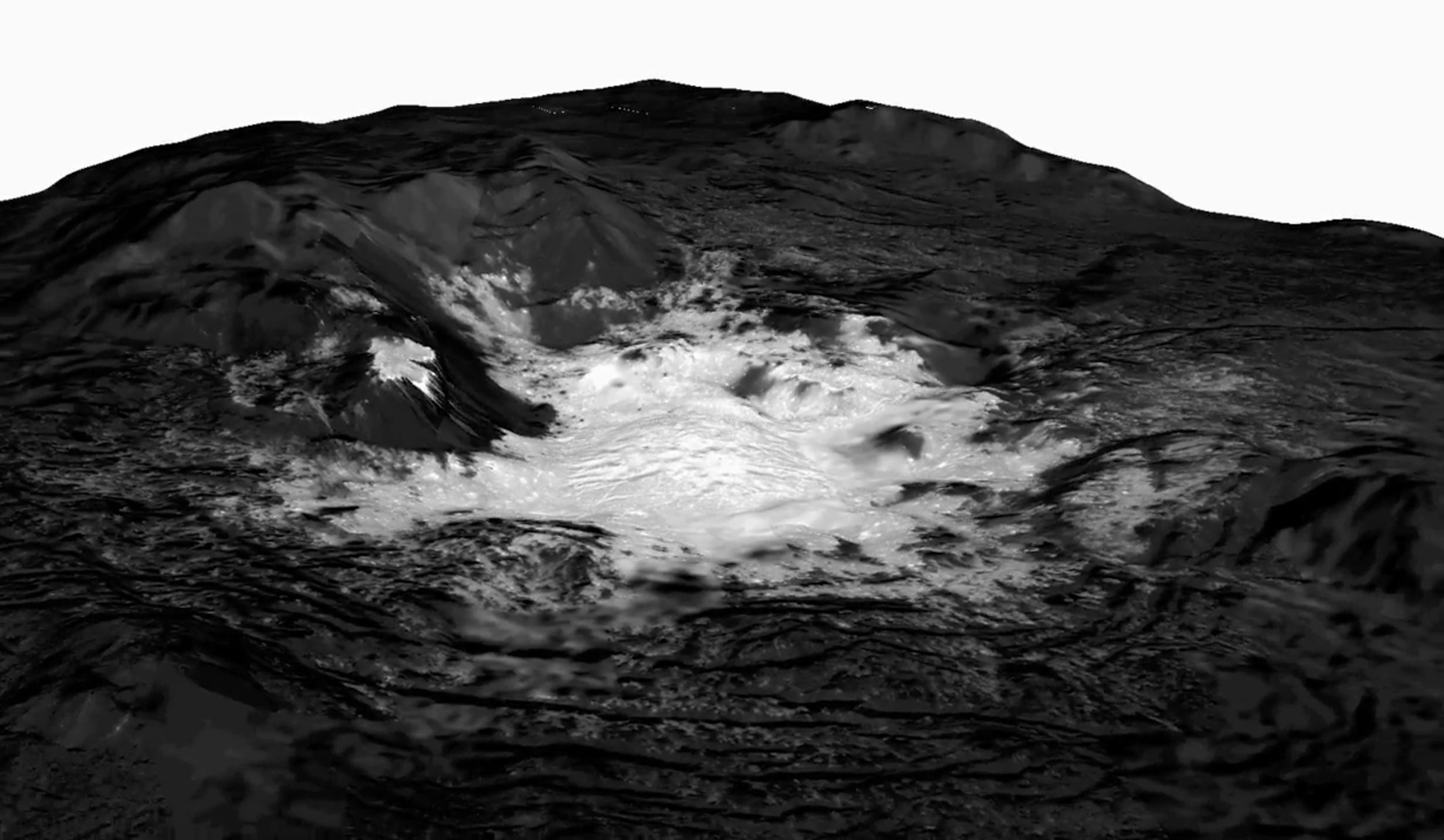
Órbita final - Cerealia Facula - Modelo de topografía en mosaico (agosto de 2018)
Ceres - cráter Occator - "Areas brillantes" (animación; 10 de agosto de 2020)